# ユーリ・ショカルスキー

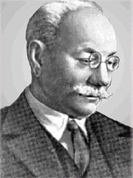
ユーリ・ショカルスキー

ユーリ・ショカルスキー（ロシア語: Юлий Михайлович Шокальский、1856年10月5日 - 1940年3月26日）は、サンクトペテルブルク出身のロシア帝国、ソビエト連邦の海洋学者、地図学者、地理学者。

## 生涯
アレクサンドル・プーシキンの雇用主であったアンナ・ペトロヴナ・ケーンの孫であるショカルスキーは1880年に海軍学士院を卒業し、ロシア帝国海軍で経験を積み、セヴァストポリ海洋研究所の設立に関与、1912年に中尉の座に上り詰めた。この時彼は陸水学と気象学に傾倒し、300の以上の論文を著した為、多産の学者としても知られる。

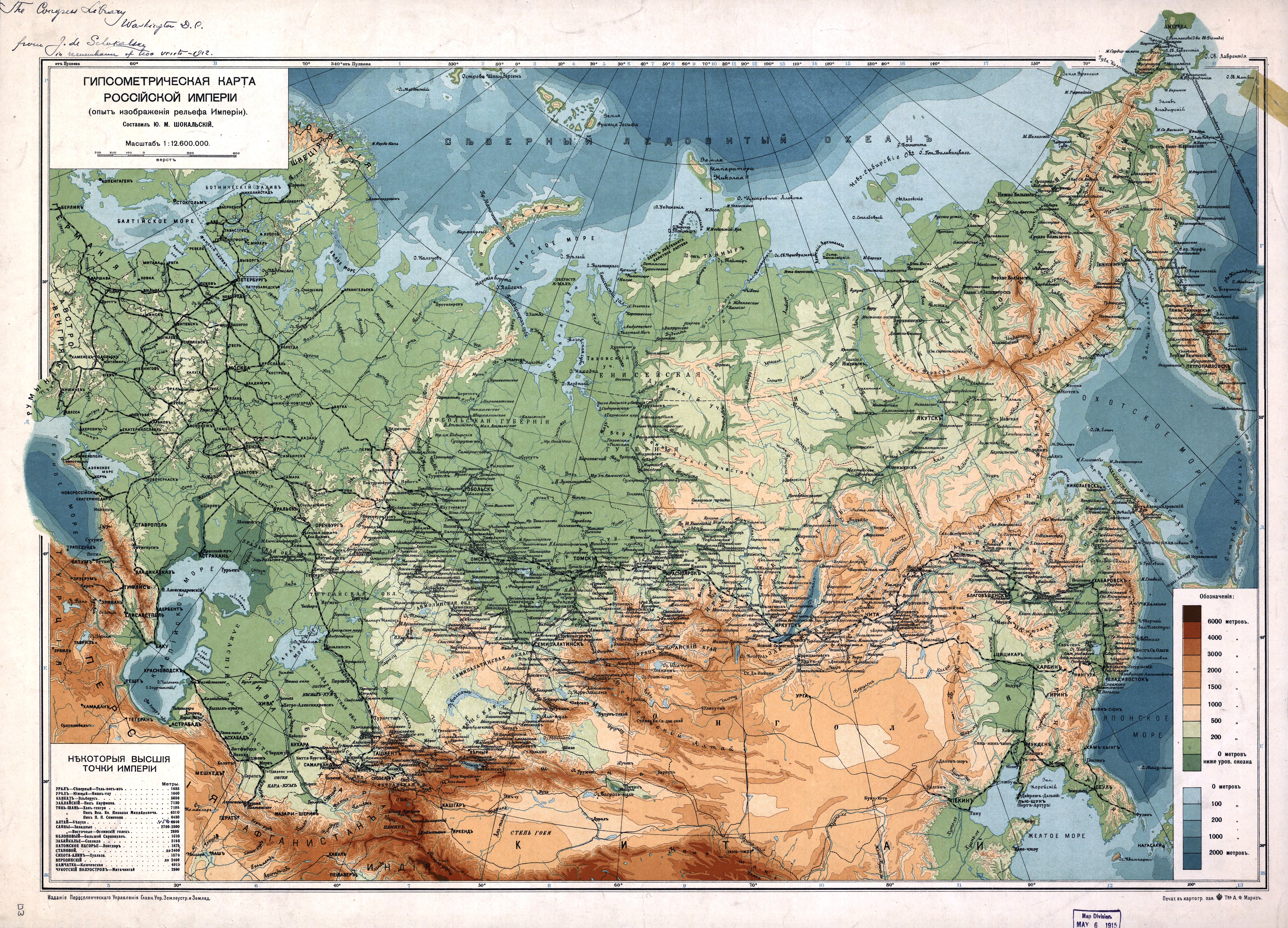
アメリカ議会図書館の上左側にあるショカルスキーによる1914年のロシア帝国の地図

彼の最も著名な論文は1917年発表の「海洋学」である。この論文は気象学と水文学を結びつけ、気候観測を理解する為の海洋現象観測の重要性を説いた。そして、彼は陸水学と水文学の相違を作る事を説き、世界の大洋という用語を作った。
また、彼は1904年に王室地理協会の一員に選ばれ、その10年後、ロシア地理協会に移籍、1931年まで所属していた。また、彼の名前は現在ラプテフ海とカラ海を結ぶショカルスキー海峡とカラ海に浮かぶショカルスキー諸島に残っている。